# مقبرة لودن بارك
مقبرة لودن بارك (بالإنجليزية: Loudon Park Cemetery)‏ ودار جنائز لودن بارك المتحدة (بالإنجليزية: Loudon Park Funeral Home, Inc.)‏ هما مقبرة ودار جنائز في مدينة بالتيمور بولاية ماريلاند.
تمتلك الحكومة الفيدرالية منذ سنة 1861 جزءًا من القسم الشرقي من المقبرة يحمل اسم «مقبرة لودن بارك الوطنية»، وتضم رفات 2300 جندي اتحادي لقوا حتفهم أثناء الحرب الأهلية، كما يوجد قسم يضم رفات حوالي 650 جنديًا كونفدراليًا، ويميزه تمثال لجندي كونفدرالي.

## مشاهير دفنوا بالمقبرة
- تشارلز جوزيف بونابرت (9 يونيو 1851 ـ 28 يونيو 1921): نائب عام ووزير بحرية أمريكي أسبق، أسس مكتب التحقيقات الفيدرالي.
- تشارلز ويليام فيلد (6 أبريل 1828 ـ 9 أبريل 1892): ضابط في جيش الولايات المتحدة وجيش الولايات الكونفدرالية والجيش الخديوي المصري.
- جون طومسون فورد (16 أبريل 1829 ـ 14 مارس 1894): مدير مسرح فورد وقت اغتيال الرئيس أبراهام لنكولن.
- هنري لويس منكن (12 سبتمبر 1880 ـ 29 يناير 1956): صحفي وناقد ومؤلف وكاتب مقال مثير للجدل.

## أعلام
- تشارلز ويليام فيلد
- جون طومسون فورد
- تشارلز هنري شفارتز
- ديف دانفورث
- توماس كرايغ